# Szocsed
Szocsed románul: Socet, falu Romániában, Erdélyben, Hunyad megyében.

## Fekvése
Vajdahunyadtól nyugatra fekvő település.

## Története
Szocsed nevét 1482-ben említette először oklevél p.  Zechech néven.
A későbbiekben többféle formában is említették, így: 1506-ban v.  Zochiath, 1597-ben Szochiat, 1600-ban Szocsy, 1733-ban  Szotset, 1750-ben Szecset, 1760–1762 között  Szocsed, 1805-ben  Szotset, 1808-ban Szocsesd, 1861-ben Szocset, 1913-ban Szocsed néven említették az oklevelekben.
1510-ben v. Zochath Hunyadvár tartozékai közt volt említve. 
A trianoni békeszerződés előtt Hunyad vármegye Vajdahunyadi járásához tartozott. 1910-ben 213 görög keleti ortodox román lakosa volt.

## Források

Szocsed egy régi, az 1700-as évekből való térképen